# Kriegsverrat im Nationalsozialismus
Kriegsverrat war ein deutscher juristischer Begriff für „Feindbegünstigung“, der kurz nach der Machtergreifung der Nationalsozialisten weitgehend verschärft und dann vor allem auch im Zusammenhang mit der Planung und Durchführung des Zweiten Weltkriegs in seiner Bedeutung so weit gefasst wurde, dass nahezu jedes unerwünschte Verhalten damit bestraft werden konnte.
Ursprünglich handelte es sich um Delikte nach dem Militärstrafgesetzbuch für das Deutsche Reich von 1872, die in der Zeit des Nationalsozialismus als Landesverrat gewertet wurden und mit Todesstrafe bedroht waren. Die NS-Militärjustiz erhielt erweiterte Vollmachten und wendete dazu den § 91b Reichsstrafgesetzbuch, der außerdem konkreter Tatbestandsmerkmale entkleidet worden war, rechtsbeugend auch auf Zivilpersonen an. Dadurch wurde er zu einem Willkürinstrument bei der Verfolgung politisch missliebiger Personen. So konnten auch politischer Widerstand, Unterstützung von Juden oder Schwarzmarktdelikte unter dem Vorwand „indirekter militärischer Folgen“ bestraft werden. Mit diesem Gesetz wurden zehntausende Todesurteile und viele tausend Zuchthausurteile begründet. Beim Militär wurden die unteren Ränge häufiger und härter bestraft als Offiziere, die in Einzelfällen straffrei blieben.
Die Aufarbeitung dieser Urteile erfolgte erst viele Jahre nach dem Ende des Nationalsozialismus. Erst am 8. September 2009 nahm der Deutsche Bundestag einstimmig einen Gesetzentwurf an, mit dem sämtliche Verurteilungen wegen Kriegsverrats in der NS-Zeit pauschal aufgehoben wurden. Teile der CDU/CSU hatten damals ihren jahrzehntelangen Widerstand dagegen aufgegeben.

## Juristische Grundlagen
Die politisch-weltanschaulichen Urteile der NS-Justiz waren aus juristischer Sicht keine Rechtsprechung. Ernst Fraenkel unterschied zwischen dem „Normenstaat“, der bloß die Fassade eines Rechtsstaates aufrechterhält, in dem sich Unrecht noch auf Normen beruft, und dem „Maßnahmenstaat“, der, wie im Nationalsozialismus, jedes Handeln außerhalb der Norm erlaubt und staatliche Unrechtsmaßnahmen der rechtlichen Kontrolle entzieht.

Das betont weltanschauliche Urteilen der NS-Justiz verdeutlicht eine Aussage des damaligen Militärrichters Erich Schwinge aus dem Jahr 1933:
„Die Frage, welche Funktion Strafe hat und wie einzelne Rechtsgüter, also z. B. Nation, Ehre, Religion, Sittlichkeit, zu schützen sind, kann nur auf Grund eines bestimmten Welt- und Gemeinschaftsbildes sicher und eindeutig beantwortet werden […] Der Richter muß sich als Vollstrecker eines einheitlichen Willens fühlen.“
 In diesem Geist stufte Schwinge auch „pazifistische Propaganda“ sowie „[s]eit dem Krieg mit Rußland […] jegliche Unterstützung der Ziele des Bolschewismus“ als Kriegsverrat ein.

### Militärstrafrecht von 1872 bis 1934

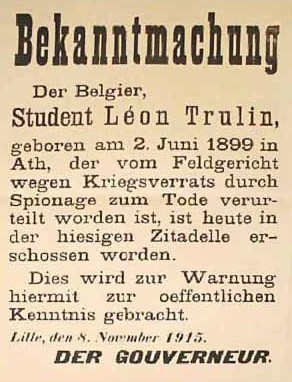
Bekanntmachung der an dem Belgier Léon Trulin von deutschem Militär vollzogenen Todesstrafe nach einem Kriegsverratsurteil im besetzten Frankreich 1915

Das Militärstrafgesetzbuch des Deutschen Reiches von 1872, welches sich stark am preußischen Militär-Strafgesetzbuch von 1845 orientierte, regelte das Delikt des Kriegsverrats in den Paragraphen 57 bis 61 (§ 56 verwies für Verratsdelikte durch Militärangehörige in Friedenszeiten auf die entsprechenden Regelungen im Strafgesetzbuch). Als Kriegsverrat galten demnach landesverräterische Taten entsprechend Reichsstrafgesetzbuch §§ 80 bis 93 von Armeeangehörigen im Einsatz.
„§ 57: Wer im Felde einen Landesverrath begeht, wird wegen Kriegsverraths mit Zuchthaus nicht unter zehn Jahren oder mit lebenslänglichem Zuchthaus bestraft.“

Paragraph 58 ermöglichte die Todesstrafe für genau definierte Taten wie Kollaboration und Geheimnisverrat, die Zerstörung von Kommunikationseinrichtungen, Befehlsverweigerung, Propaganda für den Feind, und die eigenmächtige Befreiung/Freilassung von Gefangenen:
„§ 58: Wegen Kriegsverraths (§. 57) wird mit dem Tode bestraft, wer mit dem Vorsatze, einer feindlichen Macht Vorschub zu leisten oder den deutschen oder verbündeten Truppen Nachtheil zuzufügen, …“ (Anm. Es folgen die Fälle 1 bis 12)
 § 58 Abs. 2 ermöglichte für weniger schwere Fälle eine Zuchthausstrafe anstelle der regulären Todesstrafe.
Nach § 59 wurde die gemeinschaftliche Verabredung zum Kriegsverrat, ohne dass es zum Versuch oder gar zur Ausführung kommen musste, mit mindestens fünf Jahren Freiheitsstrafe bestraft. Wer die Meldung eines geplanten Kriegsverrats unterließ, sollte nach § 60 die gleiche Strafe wie der eigentliche Täter erhalten. § 61 stellte für das – im Sinne einer Verhinderung – rechtzeitige Anzeigen eines kriegsverräterischen Vorhabens Straflosigkeit in Aussicht.

### Verschärfung des Gesetzes 1934

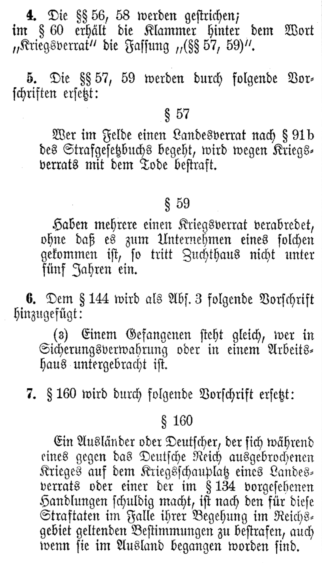
Paragraph 57, 59 und 160 des Gesetzes von 1934

Das NS-Regime verschärfte nach der „Machtergreifung“ 1933 die Bestimmungen zu Hoch- und Landesverrat im zivilen Strafgesetzbuch sowie zum Kriegsverrat im Militärstrafgesetzbuch.
Bereits im März 1933 war eine Verordnung des Reichspräsidenten Paul von Hindenburg zur Beschleunigung des Verfahrens in Hochverrats- und Landesverratsangelegenheiten ergangen, welche die Voruntersuchung einschränkte und keinen Eröffnungsbeschluss mehr erforderte. Am 14. April 1934 wurden die Bestimmungen zu Hoch- und Landesverrat verschärfend geändert. Da die militärrechtliche Regelung zum Kriegsverrat ausdrücklich auf diesem Paragraphen beruhte, war dabei die Neufassung von § 91 von Bedeutung:
„§ 91 b: Wer im Inland oder als Deutscher im Ausland es unternimmt, während eines Krieges gegen das Reich oder in Beziehung auf einen drohenden Krieg der feindlichen Macht Vorschub zu leisten oder der Kriegsmacht des Reichs oder seiner Bundesgenossen einen Nachteil zuzufügen, wird mit dem Tode oder mit lebenslangem Zuchthaus bestraft. Wenn die Tat nur einen unbedeutenden Nachteil für das Reich oder seine Bundesgenossen und nur ein unbedeutender Vorteil für die feindliche Macht herbeigeführt hat, schwerere Folgen auch nicht herbeiführen konnte, so kann auf Zuchthaus nicht unter zwei Jahren erkannt werden.“
Die Vorschriften des Strafgesetzbuches zum Landesverrat wurden während des Krieges zweimal (1942 und 1944) weiter verschärft.
Ebenfalls 1934 wurden im Zuge der Verschärfung des Militärstrafgesetzbuches auch die Gesetzesvorschriften zum Kriegsverrat neu gefasst. Zum einen entfielen alle genaueren Tatbestandsdefinitionen der Regelung von 1872, zum anderen sah das Gesetz fortan für „Kriegsverrat“ generell die Todesstrafe vor:
„§ 57: Wer im Felde einen Landesverrat nach § 91 b des Strafgesetzbuches begeht, wird wegen Kriegsverrats mit dem Tode bestraft.“
Außerdem wurde der wegen „Kriegsverrats“ zu belangende Personenkreis erweitert: § 160 sah schon in der Version von 1872 die Verurteilung auch von Ausländern vor:
„§ 160: Ein Ausländer oder Deutscher, welcher während eines gegen das Deutsche Reich ausgebrochenen Krieges auf dem Kriegsschauplatze sich einer der in den §§. 57 bis 59 und 134 vorgesehenen Handlungen schuldig macht, ist nach den in diesem Paragraphen gegebenen Bestimmungen zu bestrafen.“
Dies wurde explizit um die Unabhängigkeit der staatlichen Zugehörigkeit des Tatorts („auch wenn sie im Ausland begangen worden sind“) ergänzt.
Mit der „Ersten Verordnung zur Ergänzung der KSSVO“ vom 1. November 1939 wurden die Militärgerichte ermächtigt, das jeweils gesetzliche vorgesehene Strafmaß in bestimmten Fällen zu überschreiten und auch dort Todesstrafen zu verhängen, wo dies gar nicht vorgesehen war.
Seit dem 31. März 1943 erlaubte die „Vierte Verordnung zur Ergänzung der KSSVO“ eine nochmalige Erweiterung des Strafrahmens,
„wenn der regelmäßige Strafrahmen nach gesundem Volksempfinden nicht ausreicht.“
Diese Regelungen und Verordnungen dehnten den wegen Kriegsverrats verfolgbaren Personenkreis auf alle vom Deutschen Reich und der Wehrmacht kontrollierten Gebiete aus. Auf Kriegsverrat und jegliche Verwicklung darin (außer bei rechtzeitiger Anzeige selbiger) stand nunmehr unausweichlich die Todesstrafe (allenfalls mit der Hoffnung auf Begnadigung durch den zuständigen Gerichtsherrn). Außerdem erweiterten sie den Tatbestand „Kriegsverrat“ ins Unbestimmte und eröffneten den Militärgerichten der Wehrmacht alle Möglichkeiten, damit jegliche Form abweichenden oder widerständigen Verhaltens, ja auch nur eine solche Gesinnung mit der Todesstrafe zu verfolgen.
Erich Schwinge, ein bis 1945 einflussreicher Kommentator des Militärstrafgesetzbuches, definierte das Vorschubleisten aus § 91b StGB folgendermaßen:
„jede Verschiebung des Kräfteverhältnisses zugunsten des feindlichen Staates, sofern dadurch irgendwie die militärische Lage beeinflusst werden kann“.
Eine feindliche Macht im Sinne des § 91b StGB sei:
„nicht nur die eigentliche Kriegsmacht des Feindes, sondern alle dem Gegner zu Gebote stehenden Mittel“.
„Nachteile“ im Sinne des § 91b StGB würden zugefügt:
„wenn die Kampfkraft durch pazifistische Propaganda, durch Erregung öffentlicher Unruhen und Störung des Wirtschaftslebens geschwächt wird“.
In solchen Fälle war laut Schwinge „stets Todesstrafe“ zu verhängen. 1944 kommentierte er zudem:
„seit dem Krieg mit Russland genügt [für die Todesstrafe wegen Kriegsverrats, d.Verf.] jegliche Unterstützung der Ziele des Bolschewismus“.

### Rechtsvergleich
Der vor 1934 bestehende Gesetzestext, unabhängig von seiner rechtsbeugenden und verbrecherischen Auslegung und Anwendung in der nationalsozialistischen Rechtsprechung, bewegt sich im damals und teilweise auch heute üblichen Rahmen anderer Staaten wie z. B. Großbritanniens oder der Vereinigten Staaten.
Durch die Streichung der zuvor im Gesetzestext aufgeführten Straftatbestände ab 1934 wurde die Beurteilung, ob überhaupt ein strafwürdiges Delikt vorlag, in das beliebige Ermessen von Anklägern und Richtern gestellt. Damit verlor das Gesetz jeden rechtsstaatlichen Charakter. So setzte der bis 1998 in Großbritannien gültige Treason Act von 1814 (basierend auf dem Treason Act von 1351) die Todesstrafe als obligatorisches Strafmaß für bestimmte Verratsdelikte fest, band diese aber recht eng an Delikte gegen die Souveränität der Krone.
“When a Man doth compass or imagine the Death of our Lord the King, or of our Lady his Queen or of their eldest Son and Heir; or if a Man do violate the King’s Companion, …”
Der amerikanische Uniform Code of Military Justice sieht ebenfalls immer noch die Todesstrafe vor, definiert dabei aber die in Frage kommenden Handlungen konkreter als die NS-Gesetzgebung:
“§ 904, Article 104 – Aiding the enemy: Any person who — (1) aids, or attempts to aid, the enemy with arms, ammunition, supplies, money, or other things; or (2) without proper authority, knowingly harbors or protects or gives intelligence to, or communicates or corresponds with or holds any intercourse with the enemy, either directly or indirectly; shall suffer death or such other punishment as a court-martial or military commission may direct.”
Auch das Schweizer Militärstrafgesetz ermöglichte bis 1992 für relativ genau definierte Tatbestände des militärischen Landesverrats die Todesstrafe. Auf dieser Basis wurden im Zweiten Weltkrieg 30 Soldaten zum Tod verurteilt. Heute ist bei schweren Fällen lebenslange Freiheitsstrafe vorgesehen:
„Artikel 87: 1. Wer vorsätzlich in einer Zeit, da Truppen zum aktiven Dienste aufgeboten sind, die Unternehmungen der schweizerischen Armee unmittelbar stört oder gefährdet, wer insbesondere der Armee dienende Verkehrs- oder Nachrichtenmittel, Anlagen oder Sachen beschädigt oder vernichtet, oder den Betrieb von Anstalten, die der Armee dienen, hindert oder stört, wird mit Freiheitsstrafe nicht unter drei Jahren bestraft. 3. In schweren Fällen kann auf lebenslängliche Freiheitsstrafe erkannt werden.“
Eine kritische Aufarbeitung vieler fragwürdiger Urteile seitens der Schweiz erfolgt seit 1998.

## Anwendung

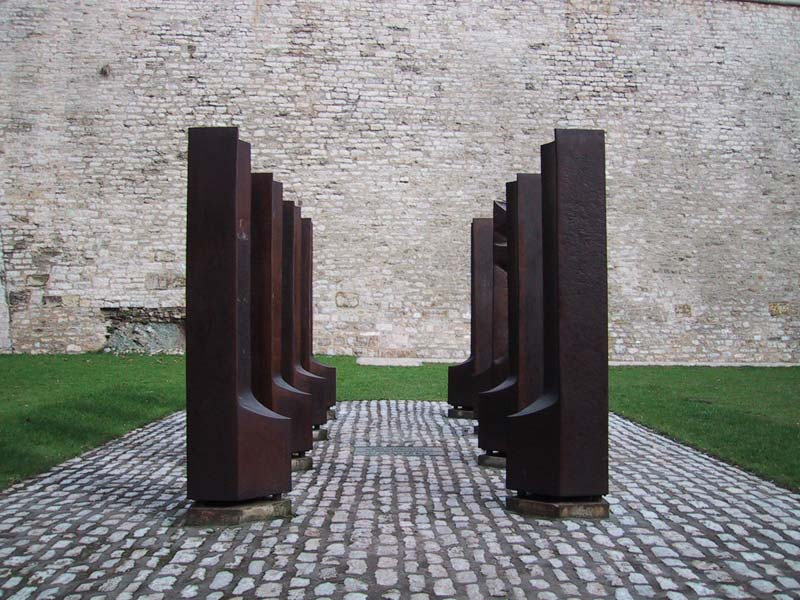
Denkmal für den unbekannten Wehrmachtsdeserteur (errichtet 1995) auf dem Petersberg in Erfurt

Ein Teil der nationalsozialistischen Urteile unter Anwendung des § 57, wie zum Beispiel Sabotage, Kollaboration mit dem Feind, militärischer Geheimnisverrat, Fahnenflucht oder Befehlsverweigerung, wurde auch in anderen am Zweiten Weltkrieg beteiligten Staaten ähnlich geahndet. Zu sehen sind jedoch die unterschiedlichen Zielsetzungen in der Anwendung: Während es auf westalliierter Seite darum ging, relevantes, für die eigenen Streitkräfte schädliches Verhalten zu sanktionieren, ging es dem Nationalsozialistischen Deutschland darum, die eigenen Truppen zusätzlich auf der ideologischen Linie zu halten. Daher rührt auch die geringe Präzisierung der Tatbestandsmerkmale und die große Freiheit beim Strafmaß im Gesetzestext – sie erlaubte, das Gesetz auch gegen Regimekritiker und politisch Andersdenkende mit größter Härte anzuwenden, auch wenn direkt nachteilige Auswirkungen auf die eigenen Truppen kaum nachweisbar waren.
Auf diesem Hintergrund können die exzessive Anwendung der Militärgerichtsbarkeit auf deutscher Seite und die sehr moderate Spruchpraxis der Alliierten andererseits nicht erstaunen:

„Insgesamt fällten die Militärgerichte im Krieg mindestens 40.000 Todesurteile (westliche Alliierte 300), von denen mehr als drei Viertel vollstreckt wurden (1. Weltkrieg 32 Hinrichtungen bei 148 Todesurteilen). Selbst Zeitstrafen bedeuteten für die Verurteilten nicht selten den Tod, da sie in KZ eingeliefert oder bei ‚Himmelsfahrtskommandos‘ eingesetzt wurden.“

Manfred Messerschmidt kommt in Die Wehrmachtjustiz 1933–1945 zu folgenden Zahlen:

„Während von 1907 bis 1932 in Deutschland 1547 Todesurteile verhängt worden sind, wovon 393 vollstreckt wurden, haben die Wehrmachtgerichte, niedrig angesetzt, 25.000 Todesurteile verhängt. Davon sind 18–22.000 vollstreckt worden, das entspricht nahezu dem Fünfzigfachen.“

Der andere Teil der Urteile beruhte auf falscher, rechtsbeugender Auslegung der Gesetze unter häufiger Missachtung von anerkannten Rechtsgrundsätzen (z. B. der Außerkraftsetzung des Analogieverbotes im Jahr 1935) sowie der Grundrechte und Verfahrensrechte der Angeklagten. So ist es nicht ersichtlich, wie z. B. die Solidarität mit verfolgten Juden, allgemein oppositionelle Haltungen und Handlungen, Schwarzmarktdelikte und viele andere „Vergehen“ unter §§ 56–61 subsumierbar sein sollen. Speziell die teilweise Anwendung auf Zivilpersonen widerspricht eindeutig dem damaligen Gesetzestext.
Dabei ist zu beachten, dass auf deutscher Seite sehr viel mehr Todesurteile als auf west-alliierter Seite verhängt wurden.
Seit Kriegsbeginn war das Reichskriegsgericht nach § 14 der Kriegsstrafverfahrensordnung (KStVO) für Hochverrat, Landesverrat und Kriegsverrat zuständig, auch wenn das Delikt von einem Zivilisten begangen wurde. Mit der Kriegssonderstrafrechtsverordnung (KSSVO) und der Kriegsstrafverfahrensordnung (KStVO) erhielt die Militärjustiz zu Beginn des Zweiten Weltkriegs weitreichende, juristischen Grundsätzen widersprechende Machtmittel. Für Verurteilte wurde die Berufungsmöglichkeit abgeschafft, nicht jedoch für Richter und Ankläger (welche teilweise identisch waren), die häufig zu milde erscheinende Urteile nicht akzeptierten und den Fall neu verhandeln ließen.
Kriegsverrat stellte nach Erkenntnis des Militärhistorikers Wolfram Wette ein „radikalisiertes NS-Recht“ dar, welches in der Praxis in unklarer Weise politische Verratsdelikte betraf und so – formal fehlerhaft – auch Hochverratsfälle unter § 57 subsumierte. Damit sollten zugleich im Nachhinein auch über 300 politische Morde an Soldaten, Pazifisten und Demokraten durch die radikalen Rechten in der Zwischenkriegszeit gerechtfertigt werden. Bereits ab 1933 wurde auf Betreiben der NSDAP die Todesstrafe allgemein für alle Handlungen verhängt, die geeignet waren, dem kriegführenden Deutschen Reich „einen Nachteil zuzufügen“ und den Feindmächten „Vorschub zu leisten“, worunter auch das Eintreten für rein pazifistische Ziele fiel. In der Praxis verfolgte die NS-Militärjustiz damit überwiegend „abweichendes und widerständiges Handeln mit der Höchststrafe“.

### Exemplarische Einzelfälle
Neben der Hilfe für Kriegsgefangene wurden das Überlaufen zu und der Kontakt mit Partisanen, aber auch nur Schwarzmarktdelikte als Kriegsverrat abgeurteilt. Nach Untersuchungen von Wolfram Wette wurden ferner politischer Widerstand, widerständige politische Gesinnung und die Unterstützung verfolgter Juden als Kriegsverrat geahndet, allerdings nicht immer konsequent, wie der Fall des militärischen Oberbefehlshabers Ost Johannes Blaskowitz zeigt. Dieser hatte wiederholt gegen Vernichtungsaktionen der SS-Einsatzgruppen protestiert und sich damit den Unmut Adolf Hitlers zugezogen.
Angewandt wurde das Kriegsrecht (so Wolfram Wette) vorwiegend gegen einfache Soldaten. Militärischer Landesverrat der „traditionellen Eliten“ wurde dagegen, auch da schwerer aufzudecken, seltener verfolgt:
„[Die] NS-Justiz [hielt sich] in der Verfolgung von Angehörigen der traditionellen Eliten zurück: Die vielen – längst gut erforschten – landesverräterischen Auslandskontakte von Politikern, Diplomaten und Offizieren, die dem nationalkonservativen Widerstand angehörten, hätten eigentlich wegen Landes- und Kriegsverrats verfolgt werden müssen. Der rückblickende Betrachter registriert jedoch mit einigem Erstaunen, dass die nationalkonservativen Oppositionellen seinerzeit durchweg unentdeckt blieben, von der Gestapo und der Justiz nur mit geringem Nachdruck oder gar nicht verfolgt und daher auch nicht bestraft wurden. Im höheren Offizierskorps gehörte es zum guten Stil und zum viel beschworenen Korpsgeist, sich nicht gegenseitig „ans Messer“ zu liefern.“
Ein in diesem Zusammenhang exemplarischer Fall ist der des Oberstleutnants Helmuth Groscurth, der sowohl gegen einen Pogrom an 900 „Juden und Russen einschließlich Frauen und Kinder“ Anfang Juli 1941 in Zloczow (Ukraine) als auch vergeblich gegen eine Massenerschießung von 90 jüdischen Kindern am 20. August 1941 intervenierte. Seine „provokante“  Argumentation gegenüber seinen Vorgesetzten: „In vorliegendem Falle sind aber Maßnahmen gegen Frauen und Kinder ergriffen, die sich in nichts unterscheiden von Greueln des Gegners, die fortlaufend der Truppe bekannt gegeben werden.“ Er setzte damit Erschießungen durch SS-Einsatzkommandos gleich mit vorangegangenen Morden der sowjetischen Geheimpolizei; dennoch wurde er nicht angeklagt. Groscurth starb an Fleckfieber, kurz nachdem er am 2. Februar 1943 in Stalingrad in sowjetische Kriegsgefangenschaft geraten war.
Der Chef des Heerespersonalamtes Rudolf Schmundt machte Ende 1942 in einer Weisung unmissverständlich klar, dass von jedem Wehrmachtsoffizier „eine eindeutige, völlig kompromisslose Haltung in der Judenfrage“ verlangt werde und es „keinerlei, sei es auch noch so lockere Verbindung zwischen einem Offizier und einem Angehörigen der jüdischen Rasse“ geben dürfe. Ein Opfer dieser Weisung war der Feldwebel Anton Schmid, der in der Versprengtenstelle in Vilnius stationiert war. Er hatte enge Kontakte zur jüdischen Untergrundorganisation, versteckte jüdische Arbeitskräfte, verschaffte ihnen falsche Papiere und rettete mehrere hundert Juden durch Transporte an sicherere Orte. Er wurde im Januar 1942 verhaftet und kam vor das Kriegsgericht der Feld-Kommandantur (V) 814/Wilna, das ihn im Februar 1942 zum Tode verurteilte. Nach Wolfram Wette ist allerdings nicht bekannt, unter welchen Militärstraftatbestand die Richter seine Hilfe für die Juden umgedeutet haben, da das Kriegsgerichtsurteil verloren ging. Wegen Kriegsverrats und Kollaboration mit dem Feind wurde das SPD- und spätere KPD-Mitglied Adolf Pogede zum Tode verurteilt, der 1944 an seinem Standort Kontakte zu sowjetischen Kriegsgefangenen unterhielt.
Der Stabsgefreite Josef Salz wurde z. B. allein aufgrund oppositioneller Haltung, welche ihm aufgrund seiner Tagebucheinträge zur Last gelegt wurde, verurteilt. Im Urteil hieß es:
„in dem er sich als Freund der Juden und Bolschewisten ausgab und das deutsche Volk, seine Führung und Wehrmacht in übler Weise schmähte und verleumdete, und dadurch seine Kampfbereitschaft geschwächt und es gleichzeitig unternommen, dem Feind billiges Propagandamaterial in die Hände zu spielen.“
Ein weiteres bekanntes Opfer war Harro Schulze-Boysen, der am 22. Dezember 1942 wegen „Vorbereitung zum Hochverrat“ und „Landesverrats“ im Strafgefängnis Berlin-Plötzensee gehängt wurde.
Ein näher erforschter Fall ist das – in Abwesenheit ergangene und nicht vollstreckte – Todesurteil gegen den 1944 nach der Schlacht von Stalingrad dem Nationalkomitee Freies Deutschland und dem Bund Deutscher Offiziere beigetretenen General Walther von Seydlitz-Kurzbach.
Wegen „Kriegsverrats“ und sogenannter „Rundfunkverbrechen“ wurden Johannes Prassek, Eduard Müller, Hermann Lange und Karl Friedrich Stellbrink am 10. November 1943 durch Enthauptung hingerichtet. Die Opfer wurden zum 60. Jahrestag ihrer Hinrichtung als „Lübecker Märtyrer“ bezeichnet.

## Rehabilitierung der Opfer
Die überlebenden Justizopfer wurden in der Nachkriegszeit zum Teil wenig beachtet und ausgegrenzt. Nicht ihr Widerstand wurde vorrangig hervorgehoben und gewürdigt, sondern über ihre „eventuell zwielichtigen Motive“ debattiert.

### Bundesrepublik Deutschland
Ein Beispiel hierfür sind die Gerichtsverhandlungen der 1950er Jahre zur Erschießung des Kommandeurs der Düsseldorfer Schutzpolizei, Oberstleutnant Franz Jürgens und weiterer vier Personen, die, um der Bevölkerung sinnloses Leid zu ersparen, die Stadt Düsseldorf kampflos an die alliierten Truppen übergeben wollten (Aktion Rheinland). Die Ermordung von Jürgens und den vier Zivilisten wurden vom März 1949 bis zum Dezember 1952 in vier Gerichtsverfahren untersucht. Das Landgericht Düsseldorf 1949 interpretierte es nach 1945 geltendem Recht als „militärischen Aufruhr“. Das Landgericht Wuppertal 1950 und der Bundesgerichtshof 1952 erklärten die Standgerichtsverfahren für rechtsverbindlich. Unter anderem beriefen sie sich darauf, dass es in fast allen Staaten in Kriegszeiten Standgerichte gebe. Dagegen wird heute anerkannt:

„Die Wehrmachtgerichte waren ein Instrument des nationalsozialistischen Unrechtsstaates.“

Jahrzehntelang wurden die Opfer der NS-Militärjustiz teilweise nicht rehabilitiert, da der Gesetzgeber der Ansicht war, dass sich darunter eine ganze Reihe von Straftatbeständen wie Kriegsverrat, Plünderungen sowie Misshandlung von Untergebenen befinden, bei denen die Aufhebung des Urteils ohne Einzelfallprüfung nicht verantwortbar erscheine. Des Weiteren wurde noch im Jahr 2007 eine generelle Aufhebung der Urteile laut Bundesjustizministerin Brigitte Zypries aufgrund „nicht ausschließbarer Lebensgefährdung als möglicher Folge von Kriegsverrat“ abgelehnt.
2006 und 2007 wurde im Bundestag über eine Rehabilitierung beraten. In der Debatte am 10. Mai 2007 unterstützte die Fraktion von Bündnis 90/Die Grünen den Antrag der PDS auf Aufnahme dieser Urteile in das NS-Aufhebungsgesetz von 2002:

„Die Gesetzesergänzung von 2002 führte hinsichtlich der Militärjustizurteile eine lange Liste von Tatbeständen des Militärstrafgesetzesbuches auf. Urteile, die nach diesen Vorschriften ergangen waren, wurden pauschal aufgehoben. Die Bundesvereinigung Opfer der NS-Militärjustiz hat die Reform damals sehr begrüßt, allerdings seitdem auch moniert, dass in dieser langen Liste der Strafvorschriften die Bestimmungen zum Kriegsverrat noch fehlen. […] Das Anliegen, auch noch die Bestimmungen gegen Kriegsverrat in das NS-Aufhebungsgesetz mit einzubeziehen, ist berechtigt. Wir werden dem Antrag also zustimmen.“

Die CDU/CSU-Bundestagsfraktion lehnte diesen Antrag ab mit Verweis auf das Bundesverfassungsgerichtsurteil vom 19. Februar 1957 sowie mit Hinweis auf die im Gesetz vom 25. August 1998 in § 1 bereits festgeschriebene Unrechtmäßigkeit nationalsozialistischer gegen elementare Gedanken der Gerechtigkeit verstoßende Urteile nach dem 30. Januar 1933:

„Es [Anm.: Das Bundesverfassungsgericht] hat festgestellt, dass unter der nationalsozialistischen Gewaltherrschaft Gesetze entstanden sind, denen die Unmenschlichkeit und Ungerechtigkeit gewissermaßen auf der Stirn geschrieben stand, und dass ihnen deshalb jede Gültigkeit als Recht abgesprochen werden muss. […] Das Verfassungsgericht hat aber auch ausgeführt, dass nicht alle Gesetze, nur weil sie in der Nazizeit erlassen wurden, ohne Prüfung ihres Inhaltes pauschal als rechtsunwirksam aufgehoben werden dürfen.“

Im Sommer 2009 verständigte sich der Bundestag darauf, alle nach dem § 91b des Reichsstrafgesetzbuches im Nationalsozialismus verurteilten sogenannten Kriegsverräter in einem Gesetz zu rehabilitieren. Der Gesetzentwurf wurde vom Deutschen Bundestag am 8. September 2009 einstimmig angenommen.
Ein bedeutendes Problem ergab sich lange Zeit aus der bestehenden Rechtmäßigkeit damaliger Urteile in Bezug auf die Durchsetzung finanzieller Ansprüche wie z. B. Hinterbliebenenrenten. So war nach einer Entscheidung des Bundessozialgerichts die Zahlung einer Rente nur dann möglich, wenn nachgewiesen werden konnte, dass bei damaligen Urteilen „im Einzelfall jeglicher Rechtfertigungsgrund für die Ausschöpfung des Strafrahmens fehlte oder gar der Strafrahmen überschritten worden ist“. Bereits 1991 distanzierte sich das Bundessozialgericht jedoch explizit von seiner bisherigen Rechtsprechung und kam zu der Ansicht, dass bei der Beurteilung von Militärjustizurteilen zu berücksichtigen sei, „daß ein Unrechtsstaat einen völkerrechtswidrigen Krieg geführt hat, in dem jeder Widerstand, auch der des einfachen Ungehorsams oder des Verlassens der Truppe, mit Todesstrafe geahndet wurde und daher auch rückschauend als Widerstand gegen ein Unrechtsregime nicht von der Entschädigung nach dem Bundesversorgungsgesetz ausgeschlossen werden darf.“ Die Praxis lasse vermuten, dass die Todesurteile der Wehrmachtsgerichte grundsätzlich offensichtlich unrechtmäßige Urteile im Sinne ergangener Verfassungsgerichtsurteile seien.

### Österreich
Der österreichische Nationalrat hat 2002 eine Aufhebung von Urteilen gegen österreichische Staatsbürger nach § 57 ff. beschlossen:
„§ 1: Durch dieses Gesetz werden verurteilende militärstrafgerichtliche Entscheidungen der NS-Militärgerichte an Österreichern, die unter Verstoß gegen elementare Gedanken der Gerechtigkeit nach dem 12. März 1938 zur Durchsetzung oder Aufrechterhaltung des nationalsozialistischen Unrechtsregimes ergangen sind, aufgehoben.“
„§ 3: Entscheidungen im Sinne des § 1 sind insbesondere: Entscheidungen aufgrund der Delikte Hochverrat, Kriegsverrat, Entscheidungen aufgrund der §§ 57 bis 60, 62 bis 65, 67, 69 bis 73, 77, 89, 80 bis 85, 87, 89, 91, 92, 94 bis 97, 99 bis 104, 106 bis 108, 110 bis 112, 139, 141, 144, 147, 147a, 150 des Militärstrafgesetzbuches in den Fassungen der Gesetze vom 16. Juni 1926 (RGBl. I S. 275), 16. Juli 1935 (RGBl. I S. 1021) und 10. Oktober 1940 (RGBl. I S. 1347).“
Am 21. Oktober 2009 beschloss das österreichische Parlament eine umfassendere Regelung von NS-Unrechtsurteilen, die wie der deutsche Beschluss im September 2009 „Kriegsverräter“ in einer Generalklausel pauschal rehabilitiert. Im beschlossenen „Aufhebungs- und Rehabilitierungsgesetz“ werden außerdem alle Wehrmachtsdeserteure rehabilitiert, sämtliche Urteile des Volksgerichtshofs, der Standgerichte und der Sondergerichte aus der NS-Zeit für nichtig erklärt, ebenso die Entscheidungen des Erbgesundheitsgerichts, das Zwangssterilisierungen und -abtreibungen bewirkte.

## Revisionistische Sicht

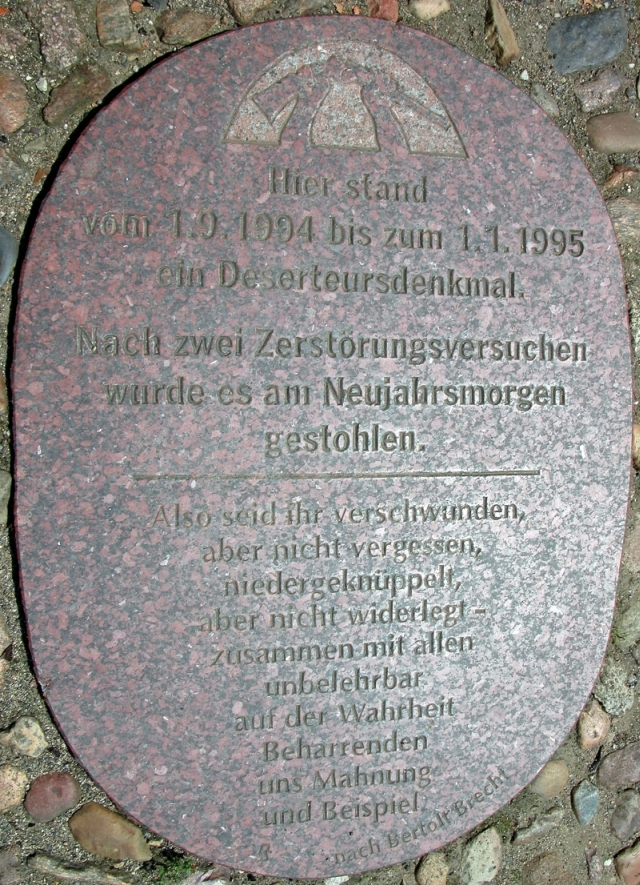
Gedenkplatte für das entwendete Deserteursdenkmal in Braunschweig

Aus rechtsextremer, geschichtsrevisionistischer Sicht wird Kriegsverrat, ebenso wie Landesverrat und Hochverrat, meist als „ethisch verwerflich, gemeinschaftsschädlich und kriminell“ abgelehnt. So schreibt Georg Franz-Willing:
„Verrat hat zu allen Zeiten bei allen Völkern und Staaten als eines der schändlichsten Verbrechen gegolten und ist immer als solches bestraft worden. Der Verrat bedroht und zerstört durch Treu- und Eidbruch die sittlichen Grundlagen jeder Gemeinschaft, ähnlich wie Meuterei, Fahnenflucht, Feigheit vor dem Feinde, deren Wurzel der Verrat an der eingegangenen Bindung gegenüber der Gemeinschaft ist.“
Die Würdigung und Auseinandersetzung mit solchen Fällen von Widerstand wird als Geburtsmakel einer von den Alliierten angeblich abhängigen Bundesrepublik verurteilt.
„So wird auch in dem auf dieser Tagung behandelten Fall der laufende Landes und Kriegsverrat, der mit dem Hochverrat verbunden war, als ‚Widerstand‘ beschönigt und verherrlicht, ja die ‚Widerstandsidee‘ wurde zur geistigen Grundlage der Bundesrepublik Deutschland.“
Der ehemalige Militärrichter Erich Schwinge, von 1948 bis 1968 wieder Universitätsprofessor in Marburg, vertrat im Jahr 1993 die Ansicht, dass „nicht nur die ehemaligen Wehrmachtsrichter, sondern auch die militärischen Beisitzer der Spruchkörper sowie die Gerichtsherren, denen die Bestätigung der Urteile oblag stigmatisiert würden“. Die grundsätzliche Einstufung des Wirkens deutscher Militärgerichtsbarkeit als „offensichtliches Unrecht“ sei „unzutreffend und beruhe auf einseitiger und unwissenschaftlicher Auswertung der historischen Tatsachen“.

## Aufarbeitung und Forschung
Die Forschung ist schwierig aufgrund von kriegsbedingtem Quellenverlust, einer unklaren Trennung von Justiz und Militärjustiz sowie aufgrund der Tatsache, dass die Wehrmacht ab 1944 keine Statistiken mehr führte.
Über die Gesamtzahl der Fälle gibt es keine verlässlichen Zahlen, weil die historische Forschung sich bisher kaum mit den Urteilen der Feldkriegsgerichte beschäftigt hat. In vielen Fällen ist nur das Urteil des Kriegsgerichts samt Begründung überliefert. Dort wird allerdings nicht die Rettungsaktion thematisiert, sondern es werden Tatbestände wie Diebstahl, Feindbegünstigung, Kriegsverrat oder Geheimnisverrat, die mittels der Paragraphen des Militärstrafgesetzbuches erfassbar waren, angesprochen.
Über Anton Schmid und weitere Retter aus der Wehrmacht hat zwischen 1999 und 2004 eine Gruppe von etwa 30 deutschen Historikern, wie Manfred Messerschmidt, Arno Lustiger, Detlef Bald, Norbert Haase, Jakob Knab, Johannes Winter, Hermine Wüllner, Gerd R. Ueberschär und Peter Steinkamp, geforscht. Ausführlich dargestellt sind ihre Rettungstaten und Lebensgeschichten in den beiden Büchern Retter in Uniform und Zivilcourage.
Die Ergebnisse zweijähriger Forschungsarbeit wurden von der Stiftung Denkmal für die ermordeten Juden Europas in einer Ausstellung Was damals Recht war ... – Soldaten und Zivilisten vor Gerichten der Wehrmacht zusammengestellt.
In Köln wurde im September 2009 das Denkmal für Wehrmachtsdeserteure und Kriegsgegner eingeweiht. Am Ballhausplatz in Wien wurde am 24. Oktober 2014 das große österreichische Denkmal für die Verfolgten der NS-Militärjustiz feierlich von Bundespräsident Heinz Fischer eröffnet.